# Khalifa ben Salmane Al Khalifa
Khalifa ben Salmane Al Khalifa (arabe : خليفة بن سلمان آل خليفة), né le 24 novembre 1935 et mort le 11 novembre 2020 à Rochester (États-Unis), est un homme d'État bahreïnien. Il est Premier ministre de Bahreïn du 10 janvier 1970 à sa mort.
Durant son mandat, il est considéré comme l'un des hommes les plus importants du pays, le deuxième homme le plus puissant de Bahreïn en tant que chef du gouvernement ayant battu le record mondial de longévité (ce qui est controversé) et le membre le plus riche de la famille royale Al Khalifa.

## Biographie
Le prince Khalifa est né à Bahreïn, le deuxième fils de Salman II, hakim de Bahreïn, et son épouse Mouza bint Hamad Al Khalifa. Il fait ses études au lycée de Manama et au Rifa’a Palace School à Bahreïn.
Il est membre du conseil de l'éducation de 1956 à 1957 et président de 1957 à 1960. Il est ensuite directeur du département des finances (1960-1966), président du conseil de l'électricité (1961), président de la municipalité de Manama (1962-1966). 1967), président du conseil monétaire de Bahreïn (1965), président du comité mixte des études économiques et financières, comité du registre du commerce, conseil d'administration (1967-1970), agence monétaire de Bahreïn, président du conseil d'État (1970 – 1973), président du conseil d'État (1970) et du conseil suprême de la défense (1978).
En 1971, il est nommé Premier ministre par son frère, l'émir Isa bin Salman Al Khalifa. Il s'est donc vu confier le contrôle du gouvernement et de l'économie, tandis que son frère, l'émir, est impliqué dans les affaires diplomatiques et cérémoniales.
Le prince Khalifa est considéré comme le chef de file à Bahreïn du courant des « radicaux royaux », un réseau officieux qui depuis les années 1990 vise à lutter contre la remise en cause de l'absolutisme royal et de la suprématie sunnite dans les cours de la péninsule arabique. Il est perçu comme un partisan de la ligne dure au sein de la famille royale bahreïnienne, étant, en 2011, l'un des maîtres d’œuvre de la répression du soulèvement bahreïnien.
Il meurt le 11 novembre 2020, à quelques jours de son 85e anniversaire. Il était alors le Premier ministre le plus ancien en fonction dans le monde.
En octobre 2021, son nom est cité dans les Pandora Papers.

## Décorations
- Grand cordon de l'ordre du Ouissam alaouite (2004)[7]
- Commandeur de 1re classe de l'ordre du Dannebrog
- Grand-croix de l'ordre d'Isabelle la Catholique